# Пеннігзель
Пеннігзель (нім. Pennigsehl) — громада в Німеччині, розташована в землі Нижня Саксонія. Входить до складу району Нінбург. Складова частина об'єднання громад Лібенау.
Площа — 24,21 км2. Населення становить 1238 ос. (станом на 31 грудня 2021).